# Flight to Fury
Flight to Fury (v anglickém originále Flight to Fury) je americký dobrodružný film z roku 1964. Režisérem filmu je Monte Hellman. Hlavní role ve filmu ztvárnili Dewey Martin, Jack Nicholson, Fay Spain, Vic Díaz a Joseph Estrada. 

## Obsazení
| Dewey Martin       | Joe Gaines     |
| Jack Nicholson     | Jay Wickham    |
| Fay Spain          | Destiny Cooper |
| Vic Díaz           | Lorgren        |
| Joseph Estrada     | Garuda         |
| John Hackett       | Al Ross        |
| Jacqueline Hellman | Gloria Walsh   |
| Lucien Pan         | inspektor      |